# André Gailhard

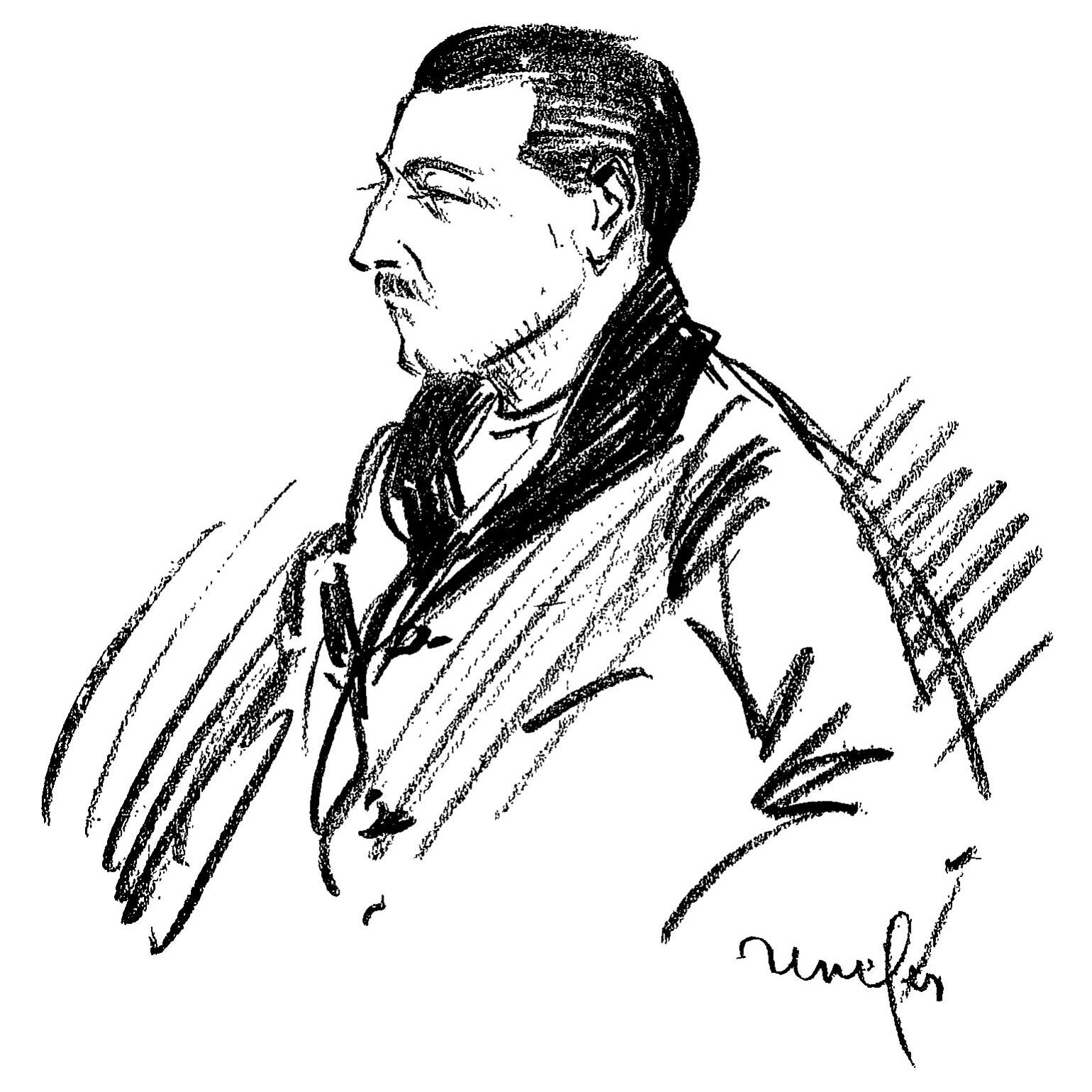
André Gailhard Renefer

André Gailhard (Parigi, 29 giugno 1885 – Ermont, 3 luglio 1966) è stato un compositore francese.

## Biografia
Gailhard studiò presso il Conservatorio di Parigi con Paul Vidal, Xavier Leroux e Charles Lenepveu. Nel 1908 vinse il Prix de Rome. Fu il direttore del Théâtre Fémina di Parigi.
Gailhard compose diverse opere tra cui Amaryllis (1906), Le Sortilège (1913) e La Bataille (1931). Compose anche una musica per il balletto L'Aragonaise.